# Yohan Benalouane
Yohan Benalouane (em árabe: يوهان بن علوان‎ - Bagnols-sur-Cèze, 28 de março de 1987) é um futebolista tunisiano nascido na França.

## Carreira em clubes
Já atuou no Cesena, no Parma e Atalanta.
Chegou ao Leicester por 8 milhões de euros, porém só jogou 4 partidas (para receber a medalha de ouro, o jogador precisa de um mínimo de 5 jogos pela liga)
Em 31 de janeiro de 2016, foi emprestado à Fiorentina, com direito de compra 
O jogador voltou ao clube inglês na temporada 2016-17, passando maior parte do tempo com os reservas, até receber chances no time titular com a saída de Luiz Hernandez e Jeff Schlupp. Sua primeira partida na temporada foi pelo quarto round replay da FA Cup contra o Derby County, no qual seu time venceu por 3-1.
Em julho de 2022, Benalouane foi contratado pelo Novara.

## Seleção nacional
Yohan era elegível para jogar pela França (local de nascimento) tanto quanto pela Tunísia (por causa de seu pai). Apesar de ter feito parte da seleção sub-21 francesa, apresentou uma solicitação para representar a seleção tunisiana em 2010. Apesar de ser convocado para enfrentar o Chade na Copa das Nações Africanas, não conseguiu vaga para estar entre os selecionados na dita partida. Como não havia entrado em campo oficialmente pelas Águias de Cartago, aguardou o chamado de Laurent Blanc para jogar pelos bleus, o que não se confirmou, inclusive Benalouane se negou a jogar contra Togo. A FIFA, por sua vez, advertiu o jogador de que ele só poderia atuar pelo país africano e uma insistência dele o faria ser proibido de jogar por um clube de futebol. Ele negou mais uma convocação da seleção nacional em agosto de 2013.
Em março de 2018, aceitou ser convocado pela seleção tunisiana. O jogador debutou por sua seleção no dia 23 de março na vitória de 1 a 0 sobre o Irã, jogando toda a partida. Dois meses depois, tornou-se parte dos 23 escolhidos para disputar a Copa do Mundo na Rússia.